# 河島浩二
河島 浩二（かわしま こうじ、1963年9月15日 - ）は、令和期の実業家。イビデン社長。岐阜県岐阜市出身。岐阜県立加納高等学校卒、慶應義塾大学理工学部管理工学科卒。
長年にわたり電子事業に関わっている。社長就任は2024年（令和6年）2月1日に発表され、同年6月13日の株主総会後の取締役会で正式に決定した。

## 略歴
- 1987年（昭和62年）4月 - イビデン入社。
- 1992年（平成4年）6月 - IBIDEN U.S.A. Corp.へ出向。
- 2008年（平成20年）4月 - 理事、APKG事業本部副本部長に就任。
- 2010年（平成22年）4月 - 執行役員、PKG事業本部長に就任。
- 2014年（平成26年）4月 - 経営企画本部副本部長兼人事部長に就任。
- 2016年（平成28年）3月 - 常務執行役員に就任。
- 2017年（平成29年）4月 - 常務執行役員（電子事業本部長）。
- 2019年（平成31年）4月 - 常務執行役員（PKG事業本部長）。
- 2020年（令和2年）4月 - 経営役員に就任。
- 2022年（令和4年）6月 - 取締役経営役員に就任。
- 2023年（令和5年）4月 - 取締役経営役員（電子事業本部長）。
- 2024年（令和6年）4月 - 取締役経営役員（執行全般統括、技術開発担当）。
- 2024年（令和6年）6月 - 代表取締役社長に就任。